# La guerra dels mons (pel·lícula de 1953)
|  | Per a altres significats, vegeu «La guerra dels mons (desambiguació)». |

La guerra dels mons (títol original en anglès: The War of the Worlds) és una pel·lícula estatunidenca dirigida per Byron Haskin, inspirada en la novel·la homònima de H. G. Wells, i estrenada el 1953. Ha estat doblada al català.

## Argument[2]
1954. La comunitat de Linda Rosa, a Califòrnia, és impactada per la caiguda d'un meteorit, provocant un començament de foc al bosc als voltants de la localitat. Una vegada l'incendi contingut, el cos celeste és trobat, però és radioactiu i desprèn massa calor per ser examinat. El xèrif deixa tres homes vigilant el cràter. S'enfrontaran a una intel·ligència d'origen extraterrestre que no està per discussions.

## Repartiment
- Gene Barry: El Doctor Clayton Forrester
- Ann Robinson: Sylvia Van Buren
- Les Tremayne: El general Mann
- Robert O. Cornthwaite: El Doctor Pryor
- Sandro Giglio: El Doctor Bilderbeck
- Lewis Martin: El pastor Matthew Collins
- Houseley Stevenson Jr.: l'ajudant del General Mann
- Paul Frees: El periodista de la ràdio
- William Phipps: Wash Perry
- Vernon Rich: el coronel Ralph Heffner
- Henry Brandon: un policia al lloc del xoc
- Jack Kruschen: Salvatore
- Cedric Hardwicke: El comentarista
- Vittorio Cramer: El narrador

I, entre els actors que no surten als crèdits :
- Edgar Barrier: El Professor McPherson
- Ivan Lebedeff: El Doctor Gratzman
- Walter Sande: El xèrif Bogany

## Comentari
Rodada durant la Guerra freda, aquesta pel·lícula pot ser vista com una verdadera pel·lícula de guerra despentinant de manera tan realista com possible els detalls d'una invasió: 
| « | Byron Haskin va reconèixer que la pel·lícula era una pel·lícula de guerra fins i tot sense marcians: «Si Rússia i els Estats Units haguessin començat les hostilitats, podria haver-ho substituït per una invasió russa i obtingut una mal fotuda pel·lícula de guerra.» | » |

La pel·lícula és també una de les rares a mostrar una verdadera invasió per un exèrcit extraterrestre, i imatges d'arxiu, sobretot de la Segona Guerra Mundial, són utilitzades per mostrar la destrucció i la invasió del planeta sencer, amb exèrcits de totes les nacions que es combinen per combatre els invasors.

## Al voltant de la pel·lícula
- Encantats del resultat final, els posseïdors dels drets sobre l'obra del novel·lista van oferir al productor George Pal d'escollir una altra de les seves novel·les. Ho va fer el 1960 produint i realitzant The Time Machine.
- El productor George Pal surt a la pel·lícula com a oient de la ràdio.
- Steven Spielberg va voler que els dos actors principals de la pel·lícula, Gene Barry i Ann Robinson, fessin una aparició a  la seva pròpia versió.
- Els famosos trípodes de la novel·la són reemplaçats en aquesta adaptació per artefactes voladors, ja que es va demostrar que seria impossible crear trípodes amb moviments flexibles i creïbles. No obstant això, en certs plans, es poden veure els fills que mantenen en l'aire els artefactes volants.

## Premis i nominacions

### Premis
- 1954: Oscar als millors efectes visuals per Gordon Jennings

### Nominacions
- 1954: Oscar al millor muntatge per Everett Douglas
- 1954: Oscar al millor so per Loren L. Ryder

### National Film Registry
- El film va ser seleccionat per ser conservat en el National Film Registry de la Biblioteca del Congrés dels Estats Units (2011).